# Guglielmo Sanseverino
Guglielmo Sanseverino (Italia meridionale, 1320/1330 – Salerno, 24 novembre 1378) è stato un cardinale e arcivescovo cattolico italiano.

## Biografia
Nacque in Italia meridionale tra il 1320 ed il 1330, membro della nobile famiglia dei Sanseverino.
Papa Urbano VI lo elevò al rango di cardinale nel concistoro del 18 settembre 1378.
Morì il 24 novembre 1378, probabilmente a Salerno.